# Чернігівська Тетяна Володимирівна
Тетяна Володимирівна Чернігівська (нар. 7 лютого 1947, Ленінград, СРСР) — російський біолог, нейролінгвіст і психолог, спеціалізується на питаннях нейронауки і психолінгвістики, а також теорії розуму. Заслужений діяч науки РФ (2010). За її ініціативою у 2000 р. вперше була відкрита навчальна спеціалізація «Психолінгвістика» (на кафедрі загального мовознавства філологічного факультету СПбДУ).

## Біографія
Народилася в Ленінграді. Закінчила відділення англійської філології філологічного факультету Ленінградського державного університету. Спеціалізувалася в області експериментальної фонетики. До 1998 р. працювала в Інституті еволюційної фізіології та біохімії ім. І. М. Сеченова РАН в лабораторіях біоакустики, функціональної асиметрії мозку людини і порівняльної фізіології сенсорних систем (провідний науковий співробітник).
У 1977 р. захистила кандидатську, а в 1993 р. докторську дисертації.
Доктор біологічних наук, доктор філологічних наук, професор (СПбДУ, філологічний факультет).

## Діяльність
Читає курси «Психолінгвістика», «Нейролінгвістика» і «Когнітивні процеси і мозок» для студентів та аспірантів філологічного та медичного факультетів СПбДУ, Смольного інституту вільних мистецтв і наук, а також для аспірантів Європейського університету в Санкт-Петербурзі.
Неодноразово була запрошеним лектором в найбільших університетах США і Європи, координатором міжнародних симпозіумів.
Веде цикл телевізійних передач на каналі «Культура» — «Зоряне небо мислення» і «Петербург — П'ятий канал» — «Ніч», рубрика «Інтелект».

## Визнання наукової діяльності
У 2006 році обрано дійсним членом Норвезької академії наук.
9 січня 2010 р. указом Президента РФ Тетяні Володимирівні Чернігівській було присвоєно почесне звання «Заслужений діяч науки РФ».